# Phân cấp hành chính Nhật Bản
Nhật Bản được chia thành 47 tỉnh (gồm 1 "đô", 1 "đạo", 2 "phủ", 43 "huyện"), những tỉnh này tiếp tục được chia thành các phân tỉnh nhỏ hơn và/hoặc được phân thành từng hạt trực thuộc, rồi trong một số trường hợp được chia tiếp thành các phân hạt gọi là quận.

## Cơ cấu phân cấp
| Cấp tỉnh                     | Cấp phân tỉnh           | Cấp phân tỉnh  | Cấp hạt                                              | Cấp phân hạt |
| ---------------------------- | ----------------------- | -------------- | ---------------------------------------------------- | ------------ |
| Tỉnh ("đạo", "phủ", "huyện") | Phó tỉnh                | Phó tỉnh       | "Đô thị quốc gia"                                    | Quận         |
| Tỉnh ("đạo", "phủ", "huyện") | →                       |                | "Đô thị quốc gia"                                    | Quận         |
| Tỉnh ("đạo", "phủ", "huyện") | Huyện                   | Huyện          | Thị trấn Làng                                        | không có     |
| Tỉnh ("đạo", "phủ", "huyện") | Phó tỉnh                | Huyện          | Thị trấn Làng                                        | không có     |
| Tỉnh ("đạo", "phủ", "huyện") | Phó tỉnh                | →              | "Thành phố trung tâm" "Thành phố đặc biệt" Thành phố | không có     |
| Tỉnh ("đạo", "phủ", "huyện") | →                       |                | "Thành phố trung tâm" "Thành phố đặc biệt" Thành phố | không có     |
| Tỉnh ("đô")                  | Thành phố Quận đặc biệt |                |                                                      | không có     |
| Tỉnh ("đô")                  | Huyện Phó tỉnh          | Huyện Phó tỉnh | Thị trấn Làng                                        | không có     |

| Cấp   | Cấp       | Loại                  | Kanji (Hán tự)                            | Romaji              | Số lượng |
| ----- | --------- | --------------------- | ----------------------------------------- | ------------------- | -------- |
| Tỉnh  | Tỉnh      | Đô                    | 都 (Đô)                                   | to                  | 1        |
| Tỉnh  | Tỉnh      | Đạo                   | 道 (Đạo)                                  | dō                  | 1        |
| Tỉnh  | Tỉnh      | Phủ                   | 府 (Phủ)                                  | fu                  | 2        |
| Tỉnh  | Tỉnh      | Huyện                 | 県 (Huyện)                                | ken                 | 43       |
|       | Phân tỉnh | Phó tỉnh              | 支厅 (Chi sảnh)                           | shichō              | 158      |
| Huyện | Phân tỉnh | 郡 (Quận)             | gun                                       | 374                 |          |
|       |           |                       |                                           |                     |          |
| Hạt   | Hạt       | "Đô thị quốc gia"     | 政令指定都市 (Chính lệnh Chỉ định Đô thị) | seirei shitei toshi | 20       |
| Hạt   | Hạt       | "Thành phố trung tâm" | 中核市 (Trung hạch Thị)                   | chūkaku-shi         | 42       |
| Hạt   | Hạt       | "Thành phố đặc biệt"  | 特例市 (Đặc lệ Thị)                       | tokurei-shi         | 40       |
| Hạt   | Hạt       | Thành phố             | 市 (Thị)                                  | shi                 | 688      |
| Hạt   | Hạt       | Thị trấn              | 町 (Đinh)                                 | chō hoặc machi      | 746      |
| Hạt   | Hạt       | Làng                  | 村 (Thôn)                                 | mura hoặc son       | 183      |
| Hạt   | Hạt       | Quận đặc biệt         | 特別区 (Đặc biệt Khu)                     | tokubetsu-ku        | 23       |
|       | Phân hạt  | Quận                  | 区 (Khu)                                  | ku                  | 175      |

| Tỉnh      | Thành phố [nói chung] (Quận đặc biệt) | Quận | Huyện | Thị trấn | Làng |
| --------- | ------------------------------------- | ---- | ----- | -------- | ---- |
| Aichi     | 38                                    | 16   | 7     | 14       | 2    |
| Akita     | 13                                    |      | 6     | 9        | 3    |
| Aomori    | 10                                    |      | 8     | 22       | 8    |
| Chiba     | 37                                    | 6    | 6     | 16       | 1    |
| Ehime     | 11                                    |      | 7     | 9        |      |
| Fukui     | 9                                     |      | 7     | 17       |      |
| Fukuoka   | 28                                    | 14   | 12    | 30       | 2    |
| Fukushima | 13                                    |      | 13    | 31       | 15   |
| Gifu      | 21                                    |      | 9     | 19       | 2    |
| Gunma     | 12                                    |      | 7     | 15       | 8    |
| Hiroshima | 14                                    | 8    | 5     | 9        |      |
| Hokkaidō  | 35                                    | 10   | 66    | 129      | 15   |
| Hyōgo     | 29                                    | 9    | 8     | 12       |      |
| Ibaraki   | 32                                    |      | 7     | 10       | 2    |
| Ishikawa  | 11                                    |      | 5     | 8        |      |
| Iwate     | 14                                    |      | 10    | 15       | 4    |
| Kagawa    | 8                                     |      | 5     | 9        |      |
| Kagoshima | 19                                    |      | 8     | 20       | 4    |
| Kanagawa  | 19                                    | 28   | 6     | 13       | 1    |
| Kōchi     | 11                                    |      | 6     | 17       | 6    |
| Kumamoto  | 14                                    | 5    | 9     | 23       | 8    |
| Kyōto     | 15                                    | 11   | 6     | 10       | 1    |
| Mie       | 14                                    |      | 7     | 15       |      |
| Miyagi    | 13                                    | 5    | 10    | 21       | 1    |
| Miyazaki  | 9                                     |      | 6     | 14       | 3    |
| Nagano    | 19                                    |      | 14    | 23       | 35   |
| Nagasaki  | 13                                    |      | 4     | 8        |      |
| Nara      | 12                                    |      | 7     | 15       | 12   |
| Niigata   | 20                                    | 8    | 9     | 6        | 4    |
| Ōita      | 14                                    |      | 3     | 3        | 1    |
| Okayama   | 15                                    | 4    | 10    | 10       | 2    |
| Okinawa   | 11                                    |      | 5     | 11       | 19   |
| Ōsaka     | 33                                    | 31   | 5     | 9        | 1    |
| Saga      | 10                                    |      | 6     | 10       |      |
| Saitama   | 40                                    | 10   | 8     | 22       | 1    |
| Shiga     | 13                                    |      | 3     | 6        |      |
| Shimane   | 8                                     |      | 5     | 10       | 1    |
| Shizuoka  | 23                                    | 10   | 5     | 12       |      |
| Tochigi   | 14                                    |      | 5     | 12       |      |
| Tokushima | 8                                     |      | 8     | 15       | 1    |
| Tōkyō     | 26 (23)                               |      | 1     | 5        | 8    |
| Tottori   | 4                                     |      | 5     | 14       | 1    |
| Toyama    | 10                                    |      | 2     | 4        | 1    |
| Wakayama  | 9                                     |      | 6     | 20       | 1    |
| Yamagata  | 13                                    |      | 8     | 19       | 3    |
| Yamaguchi | 13                                    |      | 4     | 6        |      |
| Yamanashi | 13                                    |      | 5     | 8        | 6    |

## Cấp tỉnh

47 tỉnh của Nhật Bản

Cấp hành chính địa phương cao nhất của Nhật Bản là 47 đơn vị tỉnh, trong đó gồm: 43 huyện (県  ken), 2 phủ (府  fu ,  Ōsaka và Kyōto), 1 "đạo" (道  dō ,  Hokkaidō) và 1 "đô" (都  to ,  Tokyo). Tuy nhiên giữa các loại đơn vị không có sự phân biệt về quyền hạn hay chức năng, và trong tiếng Việt 47 đơn vị cấp tỉnh này được gọi chung là "Tỉnh."

### Đô
Tokyo được chỉ định là "đô" (都  to, tỉnh thủ đô) sau khi Thành phố Tokyo bị giải thể vào năm 1943, và Tōkyō-fu (Phủ Tokyo) được nâng lên thành Tōkyō-to (Thủ đô Tokyo) trong khi các quận cũ của Thành phố Tokyo trở thành 23 quận đặc biệt.

### Đạo
Hokkaidō được chỉ định là "đạo" (道  dō, tỉnh đạo), thuật ngữ này ban đầu dành cho những vùng gồm nhiều kuni (hệ thống tỉnh cũ của Nhật Bản). Đây cũng là một cách dùng chữ cổ phương xuất phát từ Trung Quốc.

### Phủ
Hai tỉnh Ōsaka và Kyōto được chỉ định là các "phủ" (府  fu, tỉnh phủ). Ý nghĩa nguyên thủy của chữ Hán bắt nguồn từ Trung Quốc này ám chỉ những vùng đô thị trọng yếu của quốc gia. Tỉnh Kyōto có thành phố Kyōto từng là kinh đô của Nhật Bản.

### Huyện
"Huyện" (県  ken, tỉnh) là loại hình phổ biến nhất trong thang hành chính cấp 1 của Nhật Bản, với tổng cộng 43 đơn vị. Ý nghĩa nguyên thủy của chữ Hán bắt nguồn từ Trung Quốc này ám chỉ những vùng hay tỉnh nông thôn.

## Cấp phân tỉnh
Có hai loại đơn vị hành chính ngay dưới dưới tỉnh là Phó tỉnh và Huyện.

### Phó tỉnh
Phó tỉnh (支庁 (chi sảnh) shichō) là loại hình tự trị của Nhật Bản tập trung quản lý một số địa phương dưới cấp tỉnh. Phó tỉnh chỉ làm nhiệm vụ thay mặt cho chính quyền cấp tỉnh và thường không được ghi rõ trong các địa chỉ bưu chính.

### Huyện
Huyện (郡 (quận) gun) từng là một loại đơn vị hành chính quan trọng trong giai đoạn từ 1878 đến 1921, có vai trò tương tự như Huyện của Việt Nam hay Quận của Hoa Kỳ. Ngày nay thuật ngữ "huyện" chỉ khoanh vùng về mặt địa lý các đơn vị cấp hạt chứ không thiết lập chính quyền quản lý các hạt đó.

## Cấp hạt

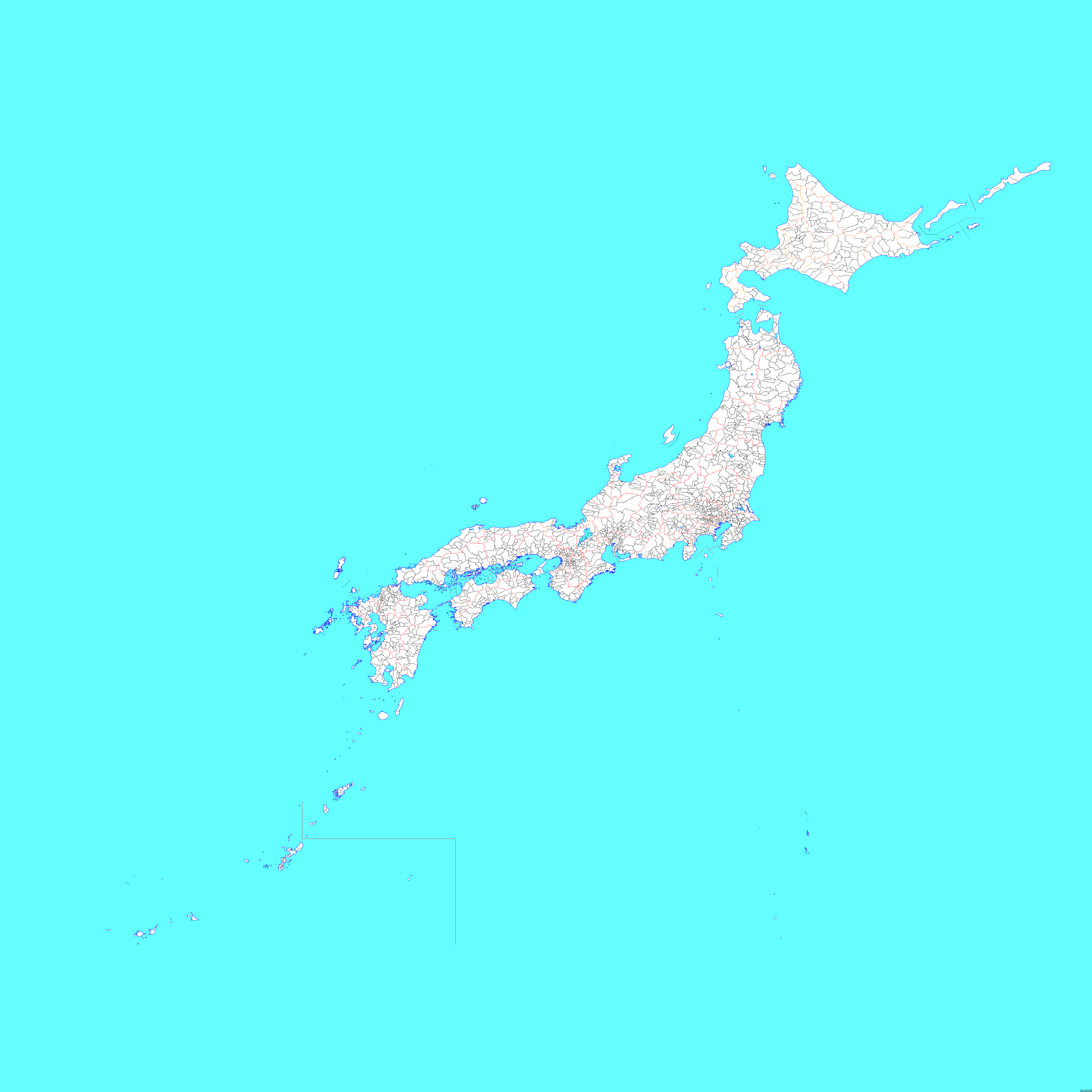
1.742 đơn vị hạt và 175 đơn vị phân hạt của Nhật Bản

Hạt là đơn vị hành chính địa phương cấp cơ sở của Nhật Bản, gồm ba loại chính là thành phố, thị trấn và làng. Tuy nhiên các thành phố còn được phân ra thành một số hình thức. 23 quận đặc biệt của Tokyo cũng được tính là đơn vị hành chính cấp hạt.

### Thành phố
Các thành phố ở Nhật Bản được phân loại theo bốn cấp độ từ cao nhất là "đô thị quốc gia" đến "thành phố trung tâm", "thành phố đặc biệt" và thấp nhất là những thành phố thông thường.

#### Đô thị quốc gia
Đô thị quốc gia (政令指定都市 (chính lệnh chỉ định đô thị) seirei shitei toshi), còn được gọi là đô thị được chỉ định (指定都市 shitei toshi) hay thành phố theo pháp lệnh chính phủ (政令市 seirei shi), là một loại hình thành phố ở Nhật Bản có tổng số dân trên 500.000 và được chỉ định như vậy bởi một sắc lệnh của Nội các Nhật Bản theo Điều 252, Khoản 19 của Luật Tự trị địa phương. Chỉ có những thành phố như vậy mới tiếp tục được chia thành các đơn vị hành chính cấp phân hạt gọi là quận.

#### Thành phố trung tâm
Thành phố trung tâm (中核市 (trung hạch thị) Chūkakushi) là một loại hình thành phố ở Nhật Bản có tổng số dân trên 300.000 và tổng diện tích hơn 100 kilômét vuông, mặc dù cũng có một số ngoại lệ khi Nội các ra sắc lệnh với những thành phố có số dân dưới 300.000 nhưng trên 200.000. Thành phố trung tâm được quy định trong Điều 252, Khoản 22 Luật Tự trị địa phương.

#### Thành phố đặc biệt
Thành phố đặc biệt (特例市 (đặc lệ thị) Tokureishi) là một loại hình thành phố ở Nhật Bản có tổng số dân trên 200.000. Loại thành phố này được quy định trong Điều 252, Khoản 26 Luật Tự trị địa phương.

#### Thành phố thông thường
Thành phố (市 (thị) shi) (nói chung) là đơn vị hành chính địa phương ở Nhật Bản có tổng số dân trên 50.000 với ít nhất 60% hộ gia đình phải là thị dân, và ít nhất 60% hộ gia đình có thu nhập phụ thuộc vào thương mại dịch vụ, công nghiệp hoặc ngành nghề đô thị khác. Thành phố được xếp ngang cấp với thị trấn và làng, với sự khác biệt duy nhất là thành phố không phân thuộc các huyện. Cũng giống như các đơn vị hành chính hiện đại khác, thành phố được quy định trong Luật Tự trị địa phương ban hành năm 1947.

### Thị trấn
Thị trấn (町 (đinh) chō / machi) là đơn vị hành chính địa phương ở Nhật Bản ngang cấp với thành phố và làng. Thị trấn là những khu vực tập trung dân cư chưa đạt đến các điều kiện để nâng cấp thành thành phố, và thường là một tập hợp các làng sau khi sáp nhập. Về mặt địa lý, thị trấn phân thuộc huyện, và về mặt hành chính thì trực thuộc tỉnh. Chữ Hán "町" đôi khi cũng dùng để chỉ các khu dân cư nhỏ hơn trong một thành phố, gọi là "phường", do kết quả từ sự sáp nhập các thị trấn vào thành phố.

### Làng
Làng (村 (thôn) mura / son) là đơn vị hành chính địa phương ở Nhật Bản ngang cấp với thành phố và thị trấn. Làng là một cộng đồng dân cư ở vùng nông thôn, và theo sự phát triển của kinh tế và nhân khẩu mà nhiều làng có thể kết hợp lại để nâng cấp thành thị trấn. Về mặt địa lý, làng phân thuộc huyện, và về mặt hành chính thì trực thuộc tỉnh.

### 23 quận đặc biệt
Quận đặc biệt (特別区 (đặc biệt khu) tokubetsu-ku) là 23 đơn vị hành chính cấp hạt cấu thành phần trung tâm và trọng yếu của thủ đô Tokyo, Nhật Bản. Cùng với nhau, chúng chính là hậu thân của Thành phố Tokyo đã bị bãi bỏ vào năm 1943 và trở thành một phần của "tỉnh thủ đô" Tokyo ngày nay. Từng quận trong tổng số 23 đơn vị này đôi khi được xem như một thành phố riêng biệt. Cơ cấu của các quận đặc biệt được quy định trong Luật Tự trị địa phương và chỉ được áp dụng duy nhất cho Tokyo.

## Cấp phân hạt

### Quận
Quận (区 (khu) ku) là một phân cấp hành chính chỉ được thiết lập trong những thành phố đủ lớn của Nhật Bản đã được xếp vào nhóm đô thị cấp quốc gia. Các quận này chỉ làm nhiệm vụ thay mặt cho chính quyền thành phố được phân định theo từng khu vực. Một số thành phố loại khác cũng sử dụng khái niệm "quận", nhưng chỉ mang ý nghĩa về mặt địa lý.

## Lịch sử
Mặc dù chi tiết của chính quyền địa phương đã thay đổi theo thời gian, hệ thống phân tầng hai cấp chính (tỉnh và hạt) hiện nay về cơ bản cũng tương tự với giai đoạn trước cuộc cải cách hành chính phế phiên, lập huyện năm 1871 của Chính quyền Minh Trị. Trước khi bãi bỏ các phiên, Nhật Bản được chia thành nhiều tỉnh (国 (quốc) kuni) rồi được phân thành các huyện (郡 (quận) gun) và dưới cùng là xã (郷/里 (hương/lí) sato).